# 栗林公園車站
34°19′44.2″N 134°03′03.8″E / 34.328944°N 134.051056°E
栗林公園車站是位於日本香川縣高松市，由高松琴平電氣鐵道所經營的鐵路車站，車站編號為K03。琴平線在本站以北為全複線路段，以南起為大部份單線路段。

## 車站結構

### 月台
| 1 | ■琴平線 | 瓦町、高松築港方向         |
| 2 | ■琴平線 | 佛生山、瀧宮、琴電琴平方向 |

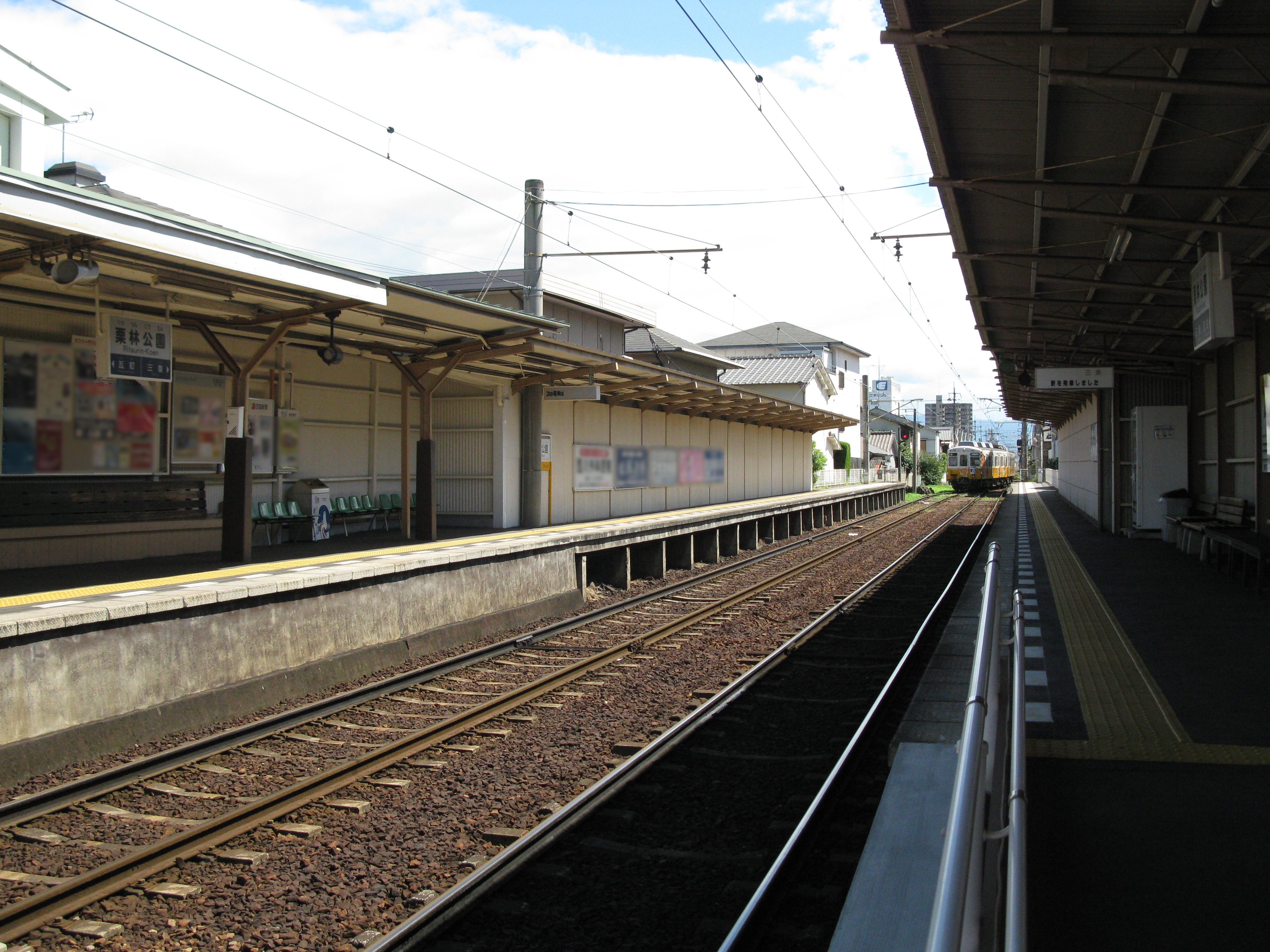
月台

## 歷史
- 1926年12月21日：琴平電鐵栗林公園站～本站開業，為終點站[1]。
- 1927年4月22日：路線由本站伸延至高松站（即現時瓦町站）[2]。
- 1967年：因應在車站旁加建超級市場，首代站房改建。
- 2004年7月2日：新站房完成[3]。

## 使用狀況
| 1日上落人數推斷 | 1日上落人數推斷 |
| 年度            | 1日平均人數     |
| --------------- | --------------- |
| 2011            | 2,753           |
| 2012            | 2,791           |
| 2013            | 2,803           |
| 2014            | 2,740           |
| 2015            | 2,885           |
| 2016            | 3,105           |
| 2017            | 3,225           |
| 2018            | 3,321           |
| 2019            | 3,456           |
| 2020            | 2,614           |
| 2021            | 2,614           |
| 2022            | 2,832           |

## 周邊
- 栗林公園
- 栗林車站：JR四國高德線的車站
- 高松琴平電氣鐵道株式會社本社

## 外部連結
- 高松琴平電鐵栗林公園站資訊 （页面存档备份，存于）（日語）